# Prosopocera francoisiana
Prosopocera francoisiana är en skalbaggsart som beskrevs av Pierre Lepesme 1948. Prosopocera francoisiana ingår i släktet Prosopocera och familjen långhorningar. Inga underarter finns listade i Catalogue of Life.